# معالجة مثلية كهربائية

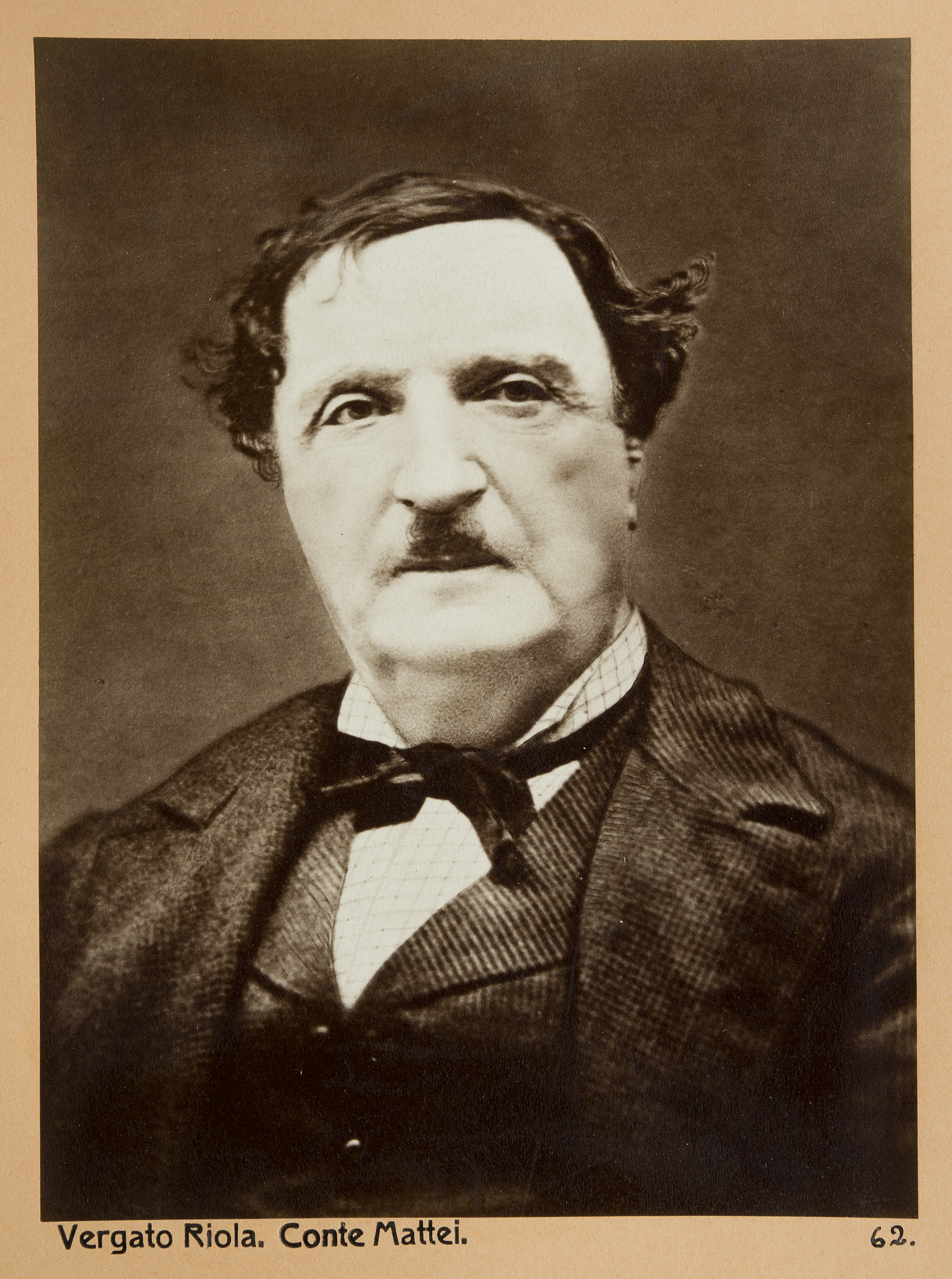
الكونت سيزار ماتيه

المعالجة المثلية الكهربائية (بالإنجليزية: Electrohomoeopathy or Mattei cancer cure)‏، مشتقةٌ من المثلية، واختُرعت في القرن التاسع عشر من قِبَل كاونت سيزار ماتيه. الاسم مشتقٌ من الجمع بين كلمة كهرباء (إشارةً إلى محتوى الطاقة الحيوية الكهربائية المستخرجة من النباتات ومن القيمة العلاجية، بدلاً من الكهرباء بالمعنى التقليدي) والمثلية (إشارةً إلى الفلسفة الطبية البديلة التي وضعها صمويل هانيمان في القرن الثامن عشر). وقد عُرِفت الكهرباء المثلية بكونها مجموعة من الأجهزة الكهربائية والمثلية. مُربحةً لمخترعها في أواخر القرن التاسع عشر، وقد وصفت الكهرباء المثلية باعتبارها «حماقةٌ مطلقةٌ». وكما يُقال عن كل المثلية، تعتبرها المجتمعات الطبية والعلمية بأنها زائفةٌ وكممارسة الشعوذة.

## التاريخ والنقد
ولقد ابتكرت الكهرباء المثلية من قبل تشيزاري ماتي (1809-1896) في أواخر القرن التاسع عشر. ماتي هو أحد النبلاء الذين يعيشون في قلعةٍ بالقرب من بولونيا، درس العلوم الطبيعية، وعلم التشريح، وعلم وظائف الأعضاء، وعلم الأمراض، والكيمياء، وعلم النبات. وركّز في النهاية على القوة العلاجية المفترضة من «الكهرباء» في المستخلصات النباتية. حصل ماتي على ادعاءاتٍ غير داعمةٍ لفعالية علاجه، بما في ذلك الادعاء بأن علاجه يستعرض علاج غير جراحي للسرطان. وقد أخِذت طريقة العلاج بتشكيكٍ من قبل مسار الطب الرئيسي:
نظام الكهرباء المثلية هو اختراع كاونت ماتي من يثرثر بالكهرباء «الحمراء»، «الزرقاء»، و«الخضراء»، نظرية على الرغم من حماقتها المطلقة، إلا أنه قد حصل على كثير من المتابعين وجنى ثروةً كبيرةً للرئيس المروّج.
على الرغم من الانتقادات، بما في ذلك التحدي من قبل المؤسسة الطبية البريطانية في نجاحه المزعوم لعلاجه من السرطان، الكهرباء المثلية (أو الإلحاد، كما كان يعرف في بعض الأحيان) كان له أتباعه في ألمانيا، وفرنسا، والولايات المتحدة الأمريكية، والمملكة المتحدة في بداية القرن العشرين، وقد كانت المعالجة المثلية الكهربائية موضع ما يقارب مئة من المنشورات وكانت هناك ثلاث مجلات مخصصة لذلك.

## الفلسفة
وتُستَمد العلاجات مما يُسمى بالمواد الغذائية الصغيرة النشطة أو الأملاح المعدنية من بعض النباتات. إحدى الحسابات الحديثة لعملية إنتاج علاجات الكهرباء المثلية كان على النحو التالي:
بالنسبة لطبيعة علاجاته نستنتج أنه يتم تصنيعها من أعشاب معينة، وتُعطى التوجيهات اللازمة لإعداد التخفيفات المهمة في المصطلحات المثلية العادية. الكريات والسوائل تعتبر «قويةً وجوهريةً، حيويةً، قوة كهربائية، والتي تمكنهم من عمل المعجزات». تتم عملية «تثبيت مبدأ الكهرباء» في الغرفة المركزية السرية بقلعة نيو موريش التي بناها كاونت ماتي لنفسه في بولونيا، «الكهرباء الحمراء» و «الكهرباء البيضاء» من المفترض أن تكون «ثابتةً» في هذه «المركبات النباتية»، كما في تسميتهم وخيالاتهم البائسة.
وفقاً لأفكار ماتي الخاصة، كل مرضٍ ينشأ من تغييرٍ في الدم، أو في الجهاز الليمفاوي، أو كليهما، ويمكن بالتالي تقسيم العلاجات إلى فئتين رئيسيتين لتُسْتَخْدَم في الاستجابة للجهاز المتأثّر. كتب ماتيي عن المستخلصات النباتية التي حصل عليها، بأنه كان «قادرًا على تحديد الكهرباء النباتية السائلة». كان حليف نظرياته وعلاجاته عناصر من الطب الصيني، المخاليط الطبية، براونيانيزم (Brownianism) من الظاهر، فضلا عن النُسَخ المعدلة من مبادئ المثلية لصامويل هانيمان. المعالجة المثلية الكهربائية لديها بعض الروابط مع طب العلاج الكيميائي، وزعمت فلسفةً طبيةً شاملةً لتكون التطبيق العملي للكيمياء في العلاج الطبي، بحيث يكون مبدأ المعالجة المثلية الكهربائية الحديث هو أن المرض عادةً ما يكون بسببٍ ما، أو يؤثر على أكثر من عضوٍ، وبالتالي يتطلب علاجًا كاملًا وشاملًا يجمع بين التعقيد والطبيعة.

## الاستخدام الحديث
عُقِدت ندوة في بولونيا عام 2008 للاحتفال بالذكرى ال200 لميلاد سيزار ماتي، وكان الحضور من الهند، باكستان، ألمانيا، المملكة المتحدة، والولايات المتحدة الأمريكية. تُمارس المعالجة المثلية الكهربائية بالغالب في الهند وباكستان (مجلة راجيا سابهان البرلمانية - الاعتراف بنظام المعالجة المثلية الكهربائية للطب، 2015 من قبل الدكتور سودارسانا ناتشيابان)، وهناك أيضاً عددٌ من منظمات المعالجة المثلية الكهربائية والمؤسسات في جميع أنحاء العالم. وعلى الرغم من العديد من الاتهامات، تُمارس المعالجة المثلية الكهربائية في بعض المناطق حول العالم بما في ذلك الولايات المتحدة الأمريكية، المملكة المتحدة، أستراليا، الهند، باكستان، بنغلاديش والعديد من البلدان الأخرى.